# BLS Ae 6/8
Die Ae 6/8-Lokomotiven der Berner Alpenbahn-Gesellschaft Bern–Lötschberg–Simplon (BLS) wurden in den Jahren 1926–1943 gebaut. Grund dafür war, dass die 13 Jahre älteren Be 5/7 das gestiegene Verkehrsaufkommen nicht mehr bewältigen konnten.

## Anforderungen
Die Lokomotiven sollten die damals neue Zughakenlast von 510 t auf 27 ‰ Steigung mit 50 km/h befördern können. Ebenfalls wollte man sich vom Stangenantrieb lösen und zum Einzelachsantrieb übergehen. Die gleiche Entwicklung war auch bei den SBB zu sehen, daher schloss sich die BLS diesem Entwicklungsschritt an. Gemessen an der Zugkraft waren bei den SBB die mit der Ae 6/8 vergleichbaren Ce 6/8 II in Betrieb, nur wurden diese noch per Stangenantrieb angetrieben und waren daher den Geschwindigkeitsanforderungen der BLS von 75 km/h nicht gewachsen. Die hohen Geschwindigkeitsanforderungen rührten daher, dass die BLS mit einer einspurigen Strecke über den Lötschberg auskommen musste, die SBB hingegen hatten eine zweigleisige Strecke über den Gotthard und kam daher bei gleicher Steigung und Anhängelast auch mit den 35 km/h der Ce 6/8 II aus. Daraus folgte dann die Entscheidung zu einer komplett neuen Entwicklung.

## Aufbau

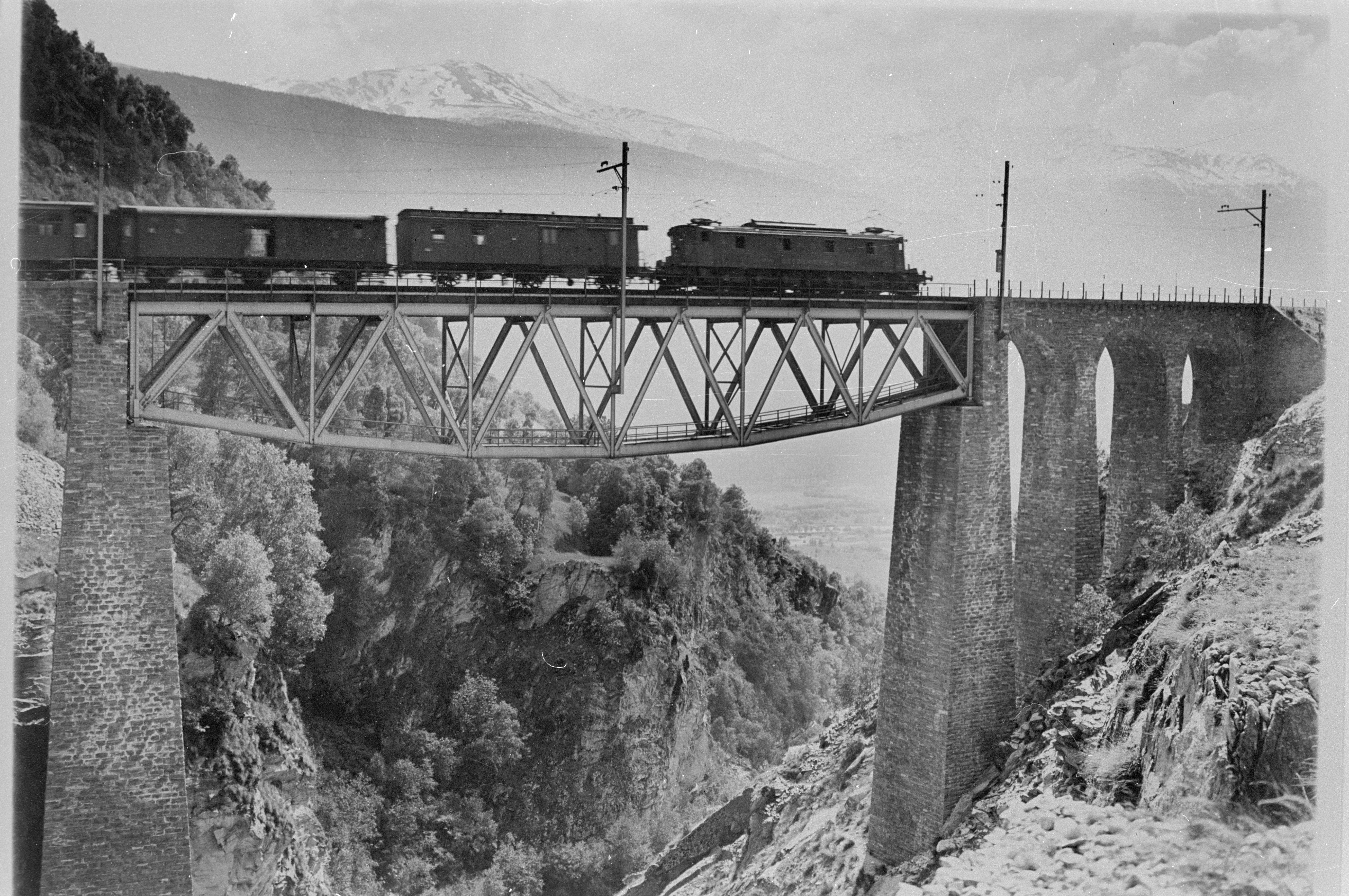
Be 6/8 von Breda auf dem Baltschiederviadukt, um 1930

Die ersten vier Exemplare wurden 1926 und 1931 von Breda (Italien) und SAAS gebaut, und besassen anfangs gerade Führerstände und einen kleinen Vorbau mit Übergang, die 1955–1956 in die jetzige Form umgebaut wurden. Die Drehgestelle waren miteinander gekoppelt und trugen die Zug- und Stossvorrichtungen. Die Zwillingsmotoren waren in den Drehgestellen gelagert und trieben die Achsen über einen Sécheron-Federantrieb an. Sie hatten eine Stundenleistung von 3300 kW.
Sie trugen anfänglich die Bezeichnung Be 6/8 und hatten eine Höchstgeschwindigkeit von 75 km/h, die 1939 nach einem Getriebe-Umbau auf 90 km/h erhöht werden konnte. Die Nachfolge-Serie 205–208 wurde 1939–1943 von SLM und SAAS gebaut, hatte von Anfang die jetzigen runden Führerstände und eine Höchstgeschwindigkeit von 90 km/h. Durch die Anhebung der Höchstgeschwindigkeit auf 90 km/h wurde auch der Name von Be 6/8 auf Ae 6/8 geändert. Neu bei der zweiten Serie war ebenfalls, dass dies die ersten Lokomotiven in der Schweiz waren, welche nicht mehr stehend, sondern sitzend bedient wurden. Die zweite Serie verfügte schon über eine Sicherheitssteuerung und die von den SBB eingeführte Zugsicherung Signum, wogegen die erste Serie keinerlei Sicherheitseinrichtungen hatte.

## Umbauten

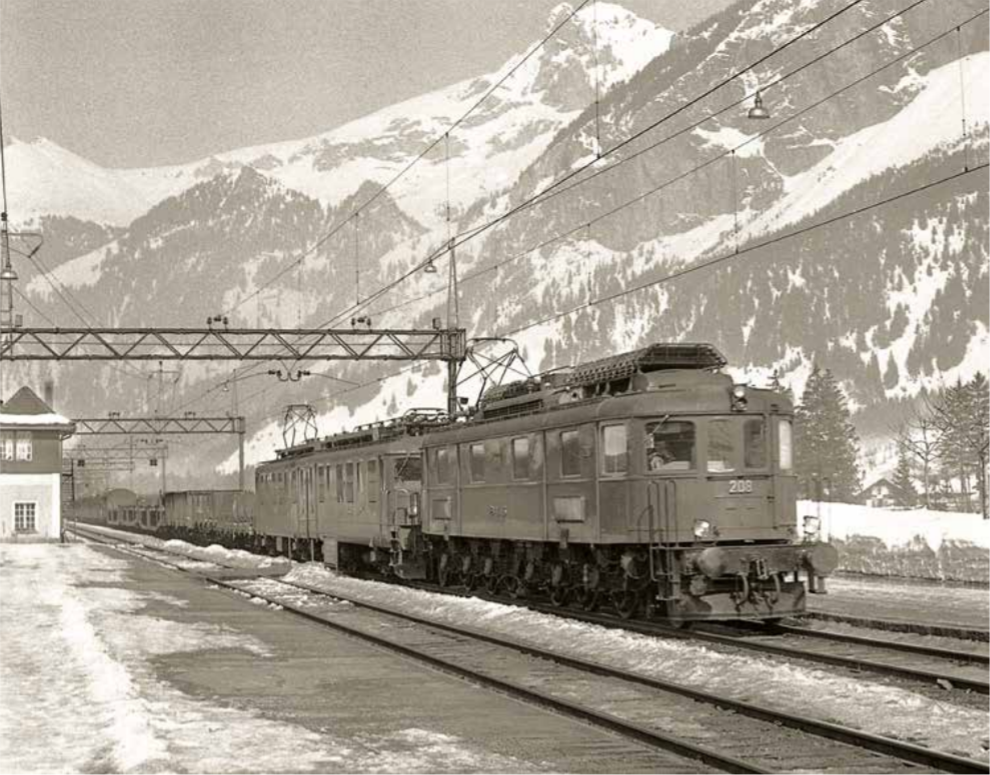
Ae 6/8 208 als Vorspannlokomotive vor der Ae 8/8 271.

Nach Ablieferung der zweiten Serie wurden die Fahrzeuge der ersten Serie in Spiez durch eine Anpassung des Getriebes ebenfalls für 90 km/h umgerüstet. Dazu kamen die Zugsicherungssysteme. Die Führerstände blieben jedoch unterschiedlich. 1951 wurden dann bei allen Lokomotiven die Bremswiderstände auf das Dach verlegt, welche vorher unter dem Maschinenraum angeordnet waren. Zwischen 1960 und 1964 wurden allgemein die Laufeigenschaften verbessert, so dass die Höchstgeschwindigkeit auf 100 km/h angehoben werden konnte. Ebenfalls wurde der Transformator von Niederspannungs- auf Hochspannungs-Stufenschalter umgebaut. Diese Komponenten wurden nicht neu entwickelt, sondern von der Ae 6/6 übernommen. Weiter mussten zwei der seitlichen Fenster Lüftungsgittern weichen. 1968 wurde die Bremsausrüstung geändert und deren Leistung massiv erhöht.

## Einsatz

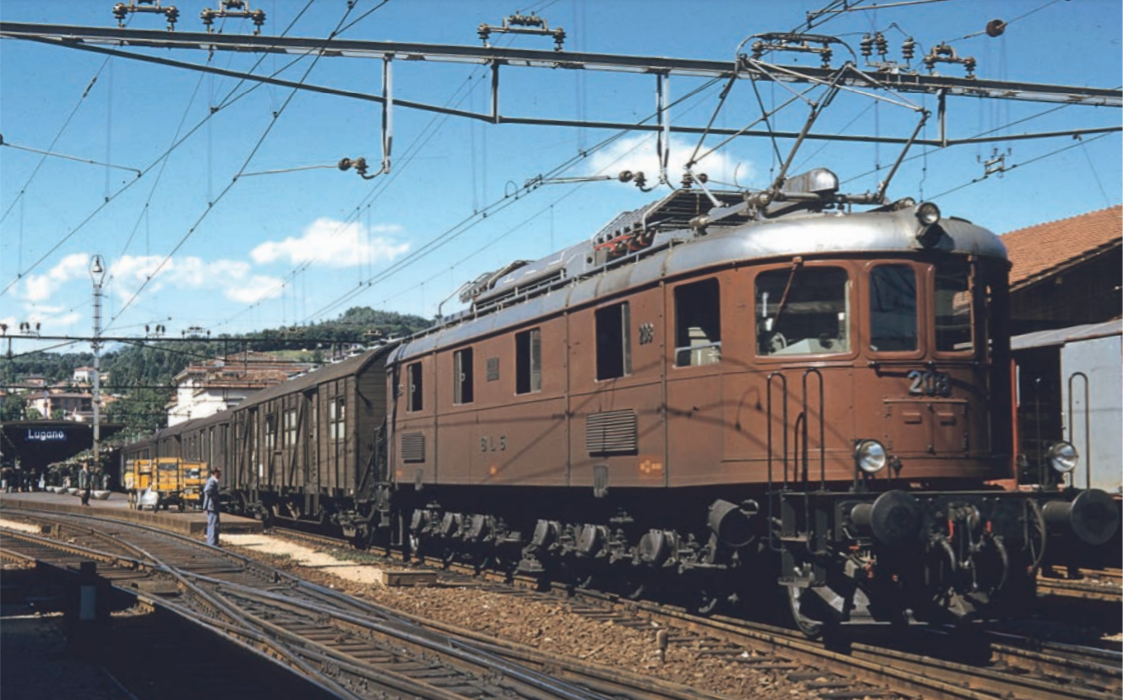
BLS-Ae 6/8 208 mit einem Schnellzug in Bahnhof Lugano. Weil die Simplonlinie damals gesperrt war, halfen fünf Ae 6/8 der Lötschbergbahn am Gotthard aus.

Die beiden ersten zur Verfügung stehenden Lokomotiven wurden für die Beförderung von Kohlezügen über den Lötschberg eingesetzt, dabei zog eine Lokomotive alleine einen Zug von 550 Tonnen. Auch bei der ab 1929 erlaubten Last von 600 Tonnen war die Lokomotive noch nicht voll ausgelastet. Bis zur Einführung der Ae 8/14 durch die SBB war die Ae 6/8 die leistungsstärkste Lokomotive der Welt. Grundsätzlich wurden mit der Ae 6/8 nur schwere Güterzüge befördert. Die Reisezüge waren Sache der Be 5/7, nur wenn diese zu schwer waren, wurde dafür eine Be 6/8 eingesetzt.
Einzelne Maschinen dieser Serie wurden ein paarmal von den SBB angemietet und auf der Gotthardbahn eingesetzt.

## Verbleib
| Betriebsnummer | Inbetriebnahme | Ausrangiert | Status                                                  |
| -------------- | -------------- | ----------- | ------------------------------------------------------- |
| 201            | 1926           | 1977        | ausrangiert und abgebrochen                             |
| 202            | 1926           | 1984        | ausrangiert und abgebrochen                             |
| 203            | 1929           | 1989        | als letzte Breda Lokomotive ausrangiert und abgebrochen |
| 204            | 1929           | 1985        | ausrangiert und abgebrochen                             |
| 205            | ab 1939        |             | fahrtauglich im BLS Stiftung Depot Burgdorf             |
| 206            | ab 1939        |             | Ausstellungsstück im BLS Stiftung Depot Burgdorf        |
| 207            | ab 1939        | 1995        | als letzte ausrangiert und abgebrochen                  |
| 208            | ab 1939        |             | nicht fahrtauglich in Payerne bei Swisstrain SA         |